# Pedro, o Grande (ovo Fabergé)

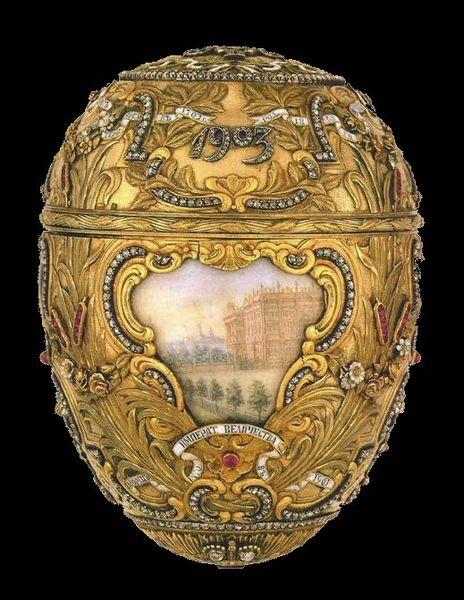
O ovo Pedro, o Grande

Pedro, o Grande é uma jóia produzida em 1903 sob a supervisão do joalheiro russo Peter Carl Fabergé para o czar Nicolau II, que a deu de presente à sua esposa, Alexandra Feodorovna. Feito em estilo rococó, o ovo comemora duzentos anos da fundação de São Petersburgo (1703).
O ovo contém inscrições em superfícies esmaltadas e é feito de ouro com curvas em relevo preenchidas por rubis e diamantes. Quando aberto, um mecanismo eleva uma miniatura de ouro do monumento a Pedro, o Grande, apoiado por uma pedra de safira.